# Anna Zofia Reventlow
Anna Zofia Reventlow, dun. Anna Sophie Reventlow (ur. 16 kwietnia 1693 w Clausholm, zm. 7 stycznia 1743 tamże) – kochanka, a potem druga małżonka króla Fryderyka IV. Jej rodzicami byli wpływowy kanclerz Conrad Reventlow i jego druga żona Sophie Amalie Hahn.

## Związek z monarchą
Anna Zofia poznała króla na balu maskowym na zamku w Koldyndze, gdzie przebywał dwór podczas zarazy w 1711. W 1712 król uprowadził Annę Zofię z Clausholmu, gdzie mieszkała i poślubił ją 26 czerwca 1712 w Skanderborgu, jeszcze za życia swojej pierwszej żony Ludwiki meklemburskiej (podczas tego związku król dwukrotnie popełnił bigamię). Małżeństwo to początkowo miało charakter morganatyczny, lecz 4 kwietnia 1721 w Skanderborgu, w niecałe 3 tygodnie po śmierci swojej żony, Ludwiki meklemburskiej, król poślubił Annę Zofię oficjalnie. Wkrótce potem została ona koronowana w kaplicy zamku Frederiksborg jako pierwsza duńska królowa nie pochodząca z rodziny panującej. Rodzeństwo króla opuściło w proteście dwór, stanowiąc odtąd opozycję wobec „bandy Reventlowów”, jak nazywano osoby z kręgu rodzinnego nowej królowej, które teraz zdobyły eksponowane pozycje na dworze i w administracji krajowej.
Małżeństwo króla wywołało w ówczesnej Danii wielki skandal, choć najpewniej obojgiem kierowało przemożne uczucie, bo dla Fryderyka Anna Zofia była tzw. miłością życia. Jednakże pod wpływem atmosfery od początku panującej wokół tego związku, królowa stała się neurasteniczką ze skłonnościami hipochondrycznymi. W późniejszych latach życia dręczył ją duchowy niepokój i depresja, prawdopodobnie wywołane przekonaniem o grzesznej naturze jej związku z królem za życia królowej Ludwiki.

## Wygnanie
Śmierć monarchy była wielkim ciosem dla Anny Zofii. Wprawdzie w testamencie król zabezpieczył jej przyszłość, zapisując jej wiele posiadłości i nadając tytuł księżny Szlezwiku, ale jego syn, Chrystian VI zdecydowany był zemścić się na macosze, której nienawidził równie mocno jak kochał matkę, upokorzoną za życia związkiem Anny Zofii z królem. Chrystian VI skonfiskował większość nadanych jej przez ojca posiadłości i wygnał ją z Kopenhagi, zakazując kiedykolwiek powrotu do stolicy. Ostatnie lata życia królowa spędziła w swym majątku Clausholm na Jutlandii cierpiąc psychicznie i fizycznie (chorowała na rozpowszechnioną wtedy w Danii malarię). Miała przekonanie, iż śmierć jej wszystkich dzieci w niemowlęctwie (ocenia się, że było ich 8 lub nawet 10) była karą niebios za grzeszny związek z królem.
Pochowana w katedrze w Roskilde, lecz z dala od sarkofagu małżonka, w oddzielnej kaplicy. Na grobowcu brak informacji, że była żoną Fryderyka IV.